# Кхархой
Кхархой (чечен. Кхархой) — один из чеченских тайпов, представители которого являются выходцами из территориальной группы (тукхум) (социально-экономический союз) овхой, тайп расселён в основном в северо-западной части Дагестана.

## Этимология
По мнению Асрудина Адилсултанова, Кхархой-Мохк переводе с чеченского значит «Земля кхархойцев» — так назывались обширные территории, которые находились в нижнем течении реки Сулак (чечен. Гӏой-хи), простираясь до самого Каспийского моря, особо — левобережье реки Сулак. Эти земли разделялись на Гӏочкъар-Мохк и Къоци-Мохк.

## История
По сведениям Асрудина Адилсултанова, в XVI—XVIII вв. тайп частично входил в крупные общества гачалкой и пхарчхой, включавшие и другие тайпы.
Коцой (чечен. Къоцой) — один из чеченских некъе, представители которого являются выходцами тайпа кхархой, некъе расселён в основном на северо-западе Дагестана.
Родовое село Къоци-Эвл.
Некъе, также, основал селение Уцмиюрт.